# Lista de membros titulares da Academia Brasileira de Ciências empossados em 2003
Esta lista contém os nomes dos membros titulares da Academia Brasileira de Ciências empossados em 2003.
| Imagem | Nome                            | Datas de nascimento e falecimento          | Local de nascimento | Área de especialização | Alma mater | Data de posse       | Conhecido por | Referências       |
| ------ | ------------------------------- | ------------------------------------------ | ------------------- | ---------------------- | ---------- | ------------------- | --- | ----------------- |
|        | Carlos Afonso Nobre             | 27 de março de 1951                        | São Paulo, SP       | Ciências da Terra      | ITA        | 04 de junho de 2003 | Junto com toda a equipe envolvida, recebeu o Prêmio Nobel da Paz em 2007 pelo Quarto Relatório de Avaliação do Painel Intergovernamental sobre Mudanças Climáticas |                   |
|        | Celso Grebogi                   | 29 de julho de 1947                        | Curitiba, PR        | Ciências Físicas       | UFPR       | 04 de junho de 2003 | Co-autor do "método OGY" de uma das teorias do controle de sistemas caóticos                                                                                       |                   |
|        | Eder Carlos Rocha Quintão       | 11 de outubro de 1933                      |                     | Ciências da Saúde      | UNIFESP    | 04 de junho de 2003 | |                   |
|        | Elisaldo Luiz de Araújo Carlini | 09 de junho de 1930 16 de setembro de 2020 |                     | Ciências Biomédicas    | UNIFESP    | 04 de junho de 2003 | Orientado por José Ribeiro do Valle e José Leal Prado. Pioneiro no estudo da psicofarmacologia.                                                                    | [ 2 ] [ 3 ] [ 4 ] |
|        | Fernando Cosme Rizzo Assunção   | 09 de julho de 1947                        |                     | Ciências da Engenharia | PUC/RJ     | 04 de junho de 2003 | |                   |
|        | Jailson Bittencourt de Andrade  | 25 de dezembro de 1951                     |                     | Ciências Químicas      | UFBA       | 04 de junho de 2003 | |                   |
|        | José Murilo de Carvalho         | 08 de setembro de 1939                     | Andrelândia, MG     | Ciências Sociais       | UFMG       | 04 de junho de 2003 | Sexto ocupante da cadeira 5 da Academia Brasileira de Letras, eleito em 11 de março de 2004 na sucessão de Rachel de Queiroz.                                      |                   |
|        | Luiz Antonio Barreto de Castro  | 17 de abril de 1939 26 de dezembro de 2023 | Rio de Janeiro, RJ  | Ciências Agrárias      | UFRRJ      | 04 de junho de 2003 | Pioneiro da área de biotecnologia vegetal no Brasil. Fundador da empresa ABCP, 2011.                                                                               | [ 5 ] [ 6 ] [ 7 ] |
|        | Luiz Pinguelli Rosa             | 19 de fevereiro de 1942                    | Rio de Janeiro, RJ  | Ciências da Engenharia | UFRJ       | 04 de junho de 2003 | |                   |
|        | Mauricio Lima Barreto           | 29 de maio de 1954                         |                     | Ciências da Saúde      | UFBA       | 04 de junho de 2003 | Membro fundador da Academia de Ciências da Bahia (ACB) |                   |
|        | Oscar Manoel Loureiro Malta     | 09 de abril de 1954                        | Recife, PE          | Ciências Químicas      | UFPE       | 04 de junho de 2003 | |                   |
|        | Paulo Sérgio Pinheiro           | 08 de janeiro de 1944                      | Rio de Janeiro, RJ  | Ciências Sociais       |            | 04 de junho de 2003 | |                   |
|        | Sergio Verjovski de Almeida     | 23 de abril de 1950                        | Rio de Janeiro, RJ  | Ciências Biomédicas    | UFRJ       | 04 de junho de 2003 | |                   |
|        | Wilson Savino                   | 20 de dezembro de 1951                     |                     | Ciências Biomédicas    | UERJ       | 04 de junho de 2003 | |                   |
|        | Wolmer Vercosa Vasconcelos      | 17 de maio de 1937 14 de junho de 2021     | Moreno, PE          | Ciências Matemáticas   | UFPE       | 04 de junho de 2003 | | [ 8 ]             |